# 折原茂樹
折原 茂樹（おりはら しげき、1951年11月5日 - 2014年3月15日）は、日本の心理学者。国士舘大学教授。専門は、健康心理学、実験心理学。

## 人物
東京都生まれ佃島で育つ。心理的時間の研究者としても知られる。また特殊教育に関する実践や研究も多い。
国士舘大学では大学院人文科学研究科主任(-2007)や、文学部教育学科教育学専攻の専攻主任(-没年)を務めた。

## 経歴
- 1976年 早稲田大学法学部(卒業)
- 1979年 早稲田大学大学院文学研究科心理学専攻修士(修了)
- 1984年 早稲田大学大学院文学研究科心理学専攻博士課程(単位取得満期退学)
- 1986年 国士舘大学 専任講師
- 1992年 国士舘大学 助教授
- 1999年 国士舘大学・国士舘大学大学院 教授

## 取得学位
- 1979年 文学修士(論文) 早稲田大学 実験心理学
- 2007年 博士(医学) (論文) 近畿大学 衛生学

## 著書
- 1995年 心理的時間-その広くて深い謎-(共著)  （北大路出版）
- 1995年 健康教育の心理学(共著)  （実務教育出版）
- 1997年 健康心理学辞典(共著)  実務教育出版
- 1997年 臨床心理学と子どもの精神保健(共著)  八千代出版
- 1998年 新しい教育心理学(共著)  福村出版
- 2003年 こころの科学(共著)  東洋経済新報社
- 2003年 はじめての教育心理学  八千代出版
- 2004年 エキスパート管理栄養士養成シリーズ/公衆衛生学  化学同人社
- 2012年 日本心理学諸学会連合心理学検定局編「心理学検定公式問題集（2012年度

版）（編集委員・領域別執筆責任者）　実務教育出版

## 学位論文
- 折原, 茂樹 (2006-09-15). 大学生の健康生活習慣知識・健康意識に対する態度変化の研究. 近畿大学. NAID 500000353720. 博士(医学)乙第524号.

## 主要論文
- 1980年 The Effect of Mental Image in Time Estimation
- 1982年 A Study of Microgenetic Experiment with Rorschach Cards
- 1983年 The Effects of Repetitive Presentation and of I. S. I. in Microgenetic Experiment with Rorschach Cards
- 1986年 時間評価における反復試行の効果について
- 1988年 子供の時間評価の発達 -Second Estimation Point法の予備的検討-
- 1991年 作成法を用いた時間評価における反復試行の効果について
- 1992年 標準時間中・再生時間中に歩行課題を用いた生活時間評価について
- 1994年 言語教示によるPM式リーダーシップパターンの効果と時間評価について
- 1995年 色名呼称盤を用いた時間評価とType Aについて
- 1997年 生活習慣変容指導時の心理的抵抗感測定のための質問紙作成の一試み(共著)
- 1998年 生活習慣変容指導のための改訂版心理的抵抗感尺度について(共著)
- 2000年 食事・喫煙・運動に関するセルフェフィカシー尺度作成の試み
- 2001年 時間評価と不安について
- 2003年 時間評価と想像活動に対する視覚刺激からの規定性について
- 2005年 「教育に関する調査統計の読み方」考ー「学校基本調査」における「不登校児童生徒」の検討を中心として
- 2006年 大学生の健康生活習慣知識・健康意識に対する態度変化の研究
- 2006年 大学生の健康意識と生活習慣

## 所属学会
- 日本心理学会 2001年より専門別議員
- 日本教育心理学
- 日本健康心理学会 - 常任理事・事務局長(2003年 - 2012年)
- 日本特殊教育学会
- 日本学術会議 - 心理学研究連絡委員会幹事(2000年11月 - 2005年9月)
- 日本心理医療諸学会連合（UPM) - 理事(2002年2月 - 2012年3月)